# Chiesa della Santissima Annunziata (Valle di Maddaloni)
La chiesa della Santissima Annunziata è una chiesa monumentale di Valle di Maddaloni, situata ai piedi del colle su cui sorge il nucleo principale del borgo: è stata sede parrocchiale.

## Storia
La chiesa, “senza carta di fondazione”, può essere datata agli inizi del XVI secolo. Il 19 novembre del 1753 nella chiesa fu cantata un solenne Te Deum col concorso di tutte le autorità e del popolo in onore del Cavaliere Nerone, Intendente di Caserta, dopo aver preso possesso del feudo di Valle, acquistato da Carlo III.
Agli inizi del XX secolo, la chiesa fu collegata al nuovo ospedale psichiatrico, fino alla cessione dell'attività nel 2005. Ospedale tuttora presente, ma in stato di abbandono.

## Struttura
La chiesa si presenta in pianta longitudinale suddivisa in una navata centrale e due laterali, a loro volta divise in tre cappelle per lato più due nel transetto destro e sinistro. Nella zona dell’altare maggiore, abside quadrangolare, sono presenti due ambienti a destra ed a sinistra, probabilmente le sagrestie. La copertura presenta una volte a botte nella navata centrale e volte a crociera nelle laterali. Nella navata destra si apre un altro ambiente, sede della congrega. A destra dell’altare maggiore è collocato il coro ligneo, diviso in due parti; consta di sei stalli per parte divisi da una lesena scanalata. L’unico motivo decorativo è costituito da due grifi che completano il coro su entrambi i lati. L’altare maggiore in marmo bianco e commesso si presenta nelle tinte giallo serpentino e rosso levanto. Riccamente decorato, ha due puttiai capi-altare, il paliotto ad urna e lateralmente in posizione arretrata, su entrambi i lati lo stemma della congrega dell’A.G.P. Sotto la volta è affrescata la raffigurazione dell’Annunciazione ( 1749 ), opera del pittore Giovanni Cosenza, attivo in Campania intorno alla metà del XVIII secolo.